# Anthony Randazzo

Bischofswappen von Anthony Randazzo

Anthony Randazzo (* 7. Oktober 1966 in Sydney) ist ein australischer Geistlicher und römisch-katholischer Bischof von Broken Bay.

## Leben
Anthony Randazzo besuchte von 1972 bis 1973 die Saint Augustine Catholic School in Coolangatta und von 1973 bis 1975 die Guardian Angels Catholic School sowie von 1976 bis 1983 das Aquinas College in Southport. Anschließend studierte er Philosophie und Katholische Theologie am Priesterseminar Pius XII. in Brisbane und an der University of Queensland. 1991 erlangte er am Brisbane College of Theology einen Bachelor of Theology. Am 29. November 1991 empfing er das Sakrament der Priesterweihe für das Erzbistum Brisbane.
Randazzo war zunächst als Pfarrvikar der Pfarrei Saint Mary in Ipswich und als Sekretär des Priesterrats tätig, bevor er 1995 Sekretär des Rates für die Ernennungen und Versetzungen der Kleriker sowie Pfarrvikar der Kathedrale St. Stephen in Brisbane und Zeremoniar wurde. 1998 wirkte er kurzzeitig als Vernehmungsrichter am Kirchengericht der Kirchenprovinz Brisbane. Im selben Jahr wurde er für weiterführende Studien nach Rom entsandt, wo er an der Päpstlichen Universität Gregoriana im Jahr 2000 ein Lizenziat im Fach Kanonisches Recht und 2001 ein Diplom in kanonischer Rechtsprechung erwarb. Nach der Rückkehr in seine Heimat wurde Anthony Randazzo Pfarrer der Pfarrei Regina Caeli in Coorparoo und Verantwortlicher für die Berufungspastoral sowie Mitglied des Priesterrats des Erzbistums Brisbane. Zusätzlich fungierte er von 2001 bis 2005 als Vizeoffizial und Richter am Kirchengericht der Kirchenprovinz Brisbane. Von 2004 bis 2008 war Randazzo an der Kongregation für die Glaubenslehre tätig. Am 15. März 2008 verlieh ihm Papst Benedikt XVI. den Ehrentitel Päpstlicher Ehrenkaplan. Anschließend wirkte er als Regens des Priesterseminars Holy Spirit in Brisbane und von 2009 bis 2010 zudem erneut als Verantwortlicher für die Berufungspastoral. Ab 2016 war Randazzo Referent des Erzbischofs von Brisbane, Mark Coleridge. Daneben war er bereits ab 2003 Richter am nationalen kirchlichen Berufungsgericht für Australien und Neuseeland.
Am 24. Juni 2016 ernannte ihn Papst Franziskus zum Titularbischof von Quiza und zum Weihbischof in Sydney. Der Erzbischof von Sydney, Anthony Fisher OP, spendete ihm und dem gleichzeitig ernannten Richard James Umbers am 24. August desselben Jahres in der Saint Mary’s Cathedral in Sydney die Bischofsweihe; Mitkonsekratoren waren der Erzbischof von Brisbane, Mark Coleridge, und der Bischof von Macau, Stephen Lee Bun Sang. Sein Wahlspruch Fiat voluntas tua („Dein Wille geschehe“) stammt aus dem Vaterunser (Mt 6,10 ).
Papst Franziskus bestellte ihn am 7. Oktober 2019 zum Bischof von Broken Bay. Die Amtseinführung fand am 4. November desselben Jahres statt.
In der Australischen Bischofskonferenz gehört Randazzo dem ständigen Rat an und leitet die Kommission für Kanonisches Recht. Außerdem fungiert er seit dem 10. Februar 2023 als Präsident des Bundes der katholischen Bischofskonferenzen in Ozeanien (FCBCO). Am 21. April 2023 berief ihn Papst Franziskus mit Wirkung zum 1. Juli desselben Jahres zudem zum Apostolischen Administrator des Personalordinariats Unserer Lieben Frau vom Kreuz des Südens.